# Flight 7500
Flight 7500 (Vuelo 7500 en España o conocida simplemente como 7500) es una película de terror sobrenatural estadounidense de 2014 dirigida por Takashi Shimizu, escrita por Craig Rosenberg, y protagonizada por Leslie Bibb, Jerry Ferrara, Ryan Kwanten y Amy Smart.
La trama gira en torno a una fuerza sobrenatural en un avión. La película se basa libremente en el incidente del vuelo 522 de Helios Airways que tuvo lugar en el año 2005.
La película tuvo su estreno mundial el 11 de junio de 2014 en Filipinas, y fue estrenada en los Estados Unidos el 12 de abril de 2016 por CBS Films y Lionsgate.

## Reparto
- Leslie Bibb como Laura Baxter
- Jamie Chung como Suzy Lee
- Ryan Kwanten como Brad Martin
- Amy Smart como Pia Martin
- Jerry Ferrara como Rick Lewis
- Nicky Whelan como Liz Lewis
- Scout Taylor-Compton como Jacinta Bloch
- Christian Serratos como Raquel Mendoza
- Alex Frost como Jake
- Aja Evans como Lyn Hafey
- Ben Sharples como Jack Hafey
- Rick Kelly como Lance Morrell
- Johnathon Schaech como Pete Haining
- David Banner como Tom Anders
- Ryan Higa como Dustin Cotchin
- David Chisum como NTSB Spokesman

## Estreno
En noviembre de 2011, CBS Films preparó la película, entonces conocida como 7500, para su estreno el 31 de agosto de 2012. Los tráileres se exhibieron en los cines, adjuntos a las proyecciones de The Possession. Sin embargo, en mayo de 2012, fue retirado del calendario para una fecha de lanzamiento de 2013.[5] La película se estrenó el 12 de abril de 2016 en vídeo a la carta y en formatos multimedia domésticos con el título Vuelo 7500.
La película se estrenó en cines a nivel internacional en países como Filipinas, Turquía y Japón.